# Округ 07 (Дюссельдорф)
Городской административный округ 07 (нем. Stadtbezirk 07) — один из десяти округов, составляющих территорию города Дюссельдорфа, столицы федеральной земли Северный Рейн-Вестфалия.

## Общая характеристика
Подразделяется на административные районы, которых здесь пять: Герресхайм (Gerresheim), Графенберг (Grafenberg), Люденберг (Ludenberg), Хуббельрат (Hubbelrath) и Книтткуль (Knittkuhl), последний из которых образован 13 февраля 2014 года. Современная территория округа, как составная часть Дюссельдорфа, была выделена в 1975 году. Руководство округа базируется на Нойссер Тор, 12 (Neusser Tor, 12) (район Герресхайм, ратхаус).
В противоположность другим крупным городам Северного Рейна-Вестфалии, в которых округа имеют свои собственные названия (например, в Кёльне и Дуйсбурге), в Дюссельдорфе они обозначены только цифрами.

## Особенности округа
Округ характеризуется резкими контрастами плотности и характером застройки. Если районы Герресхайм и Графенберг плотно заселены горожанами, имеющими средний и низкий достаток, то Хуббельрат — сельская фермерская зона с крестьянскими усадьбами, а район Люденберг в основном застроен богатыми виллами и прочими строениями с высоким качеством технического оснащения.
Округ расположен на отрогах Горной земли (Bergische Land), что делает рельеф сложным для транспортных связей и затрудняет строительство железнодорожных путей. Хуббельрат с отметкой поверхности 165,2 м над уровнем моря является наиболее высоким районом Дюсельдорфа. Большие территории округа заняты полями и лесными массивами. Аперский и Графенбергский леса являются излюбленными местами отдыха горожан. Здесь прекрасная сеть ухоженных пешеходных-и велодорожек и специальных конных троп. Известен округ и другими формами развлечения: функционируют многочисленные рестораны и пивные бары, для детей открыт небольшой заповедник с крупными лесными животными (Wildpark). Из спортивных сооружений известны ипподром, теннисный корт, клуб планеристов и поля для игры в гольф. Для любителей средневековья представляет интерес центр Герресхайма. Для любителей искусств не менее интересен Хаус Роланд (Haus Roland), в котором ранее размещались строения монастыря, а в XIX веке собирались известные деятели искусств Дюссельдорфа.
В целом округ характеризуется как важный жилой регион Дюссельдорфа и место отдыха горожан с ограниченными производственными функциями.

## Политическая ориентация
На последних коммунальных выборах, прошедших в 2009 году, за представителей различных партий население проголосовало следующим образом: ХДС — 43,9 %, СДПГ — 21,4 %, Зелёные — 13,8 %, СвДП — 11,0 %, Левые — 4,3 %, остальные партии — 5,7 %. Партийное представительство в руководстве округа таким образом сформировалось в соответствии с пропорциями отданных за кандидатов голосов, среди которых преобладают христианские демократы (ХДС) (9 из 19 представителей).

## Фотогалерея четырёх районов округа

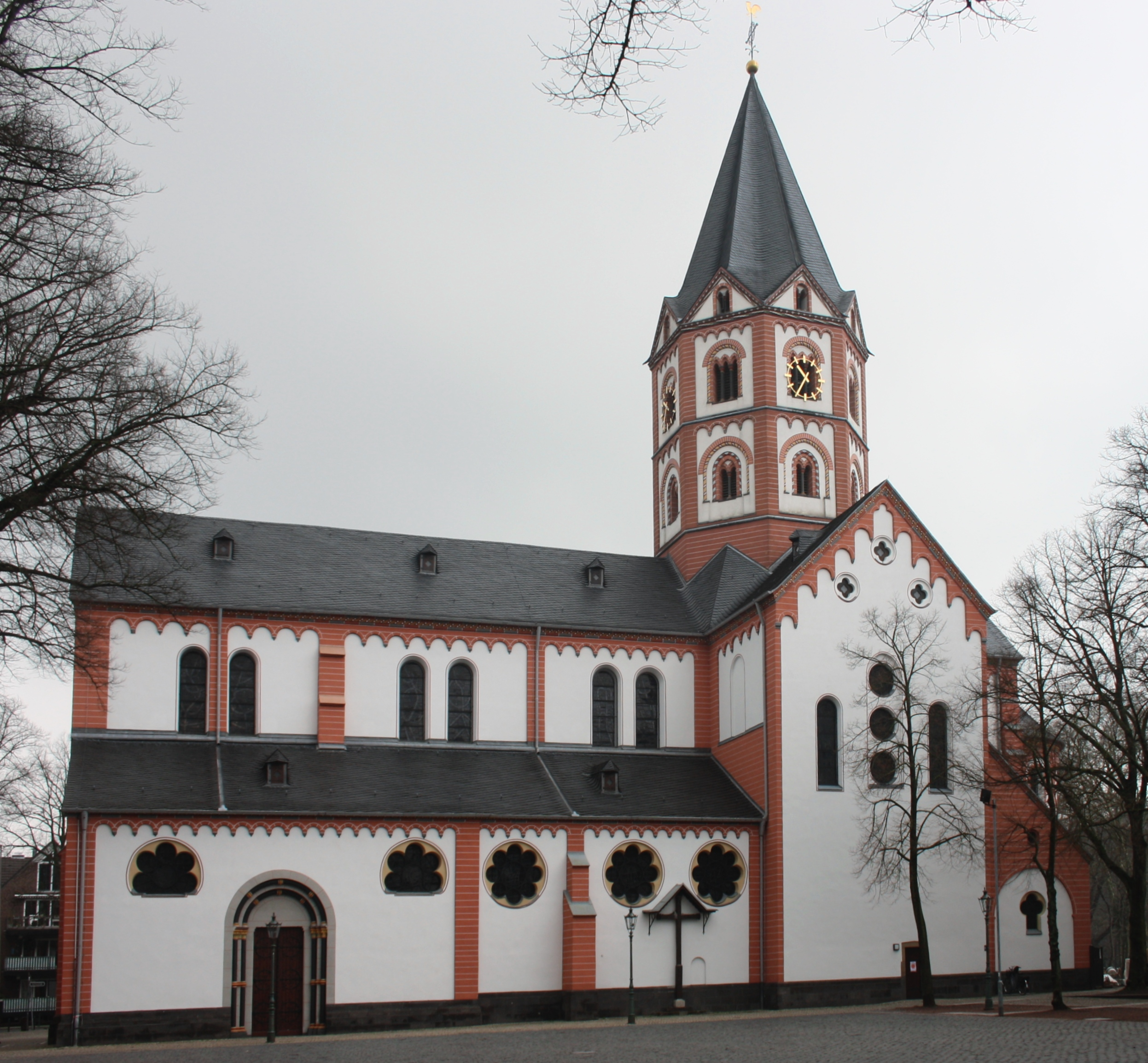
Паломническая церковь св. Маргариты (Марины), Герресхайм
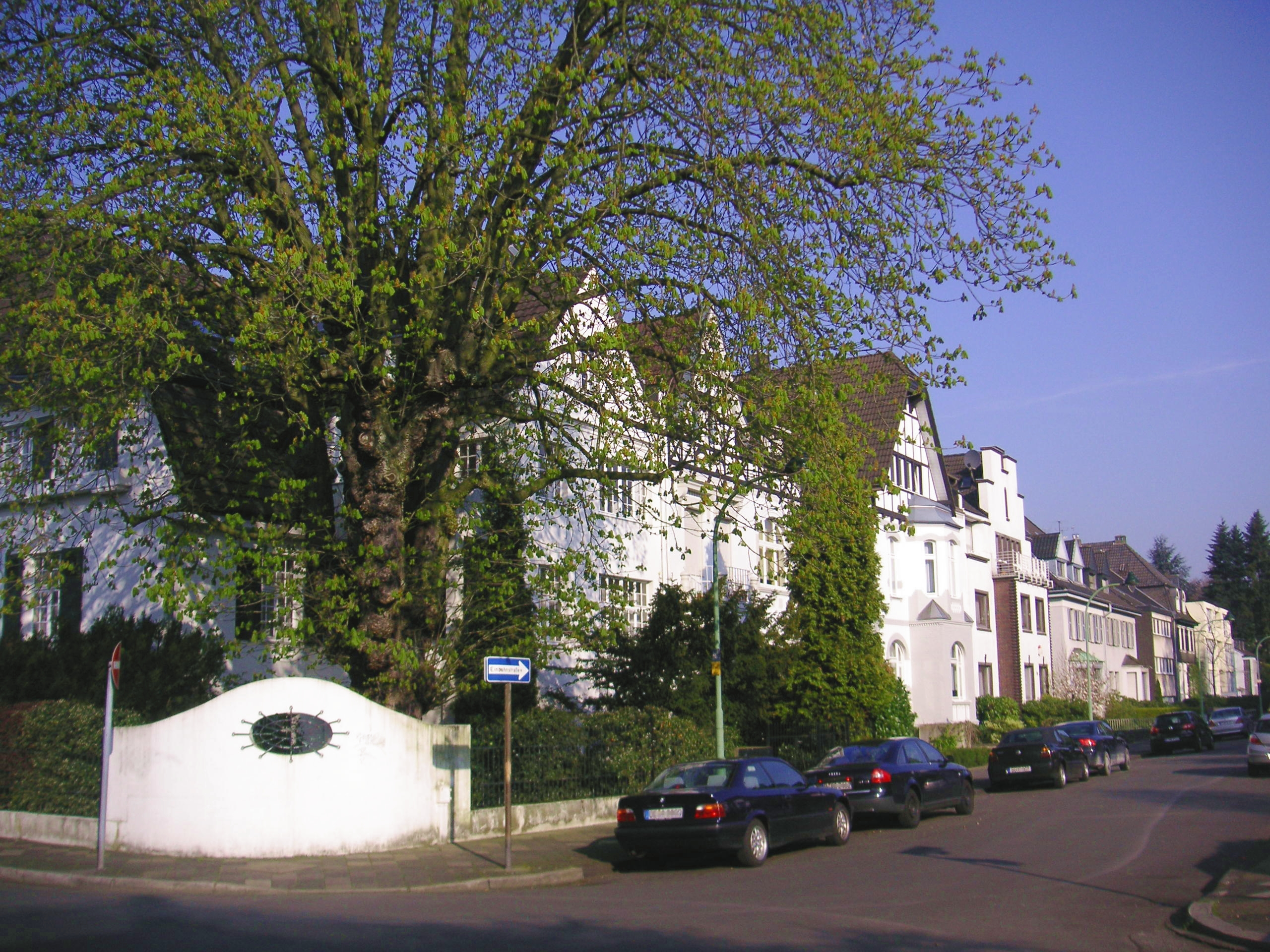
Улица Бургмюллер, Графенберг
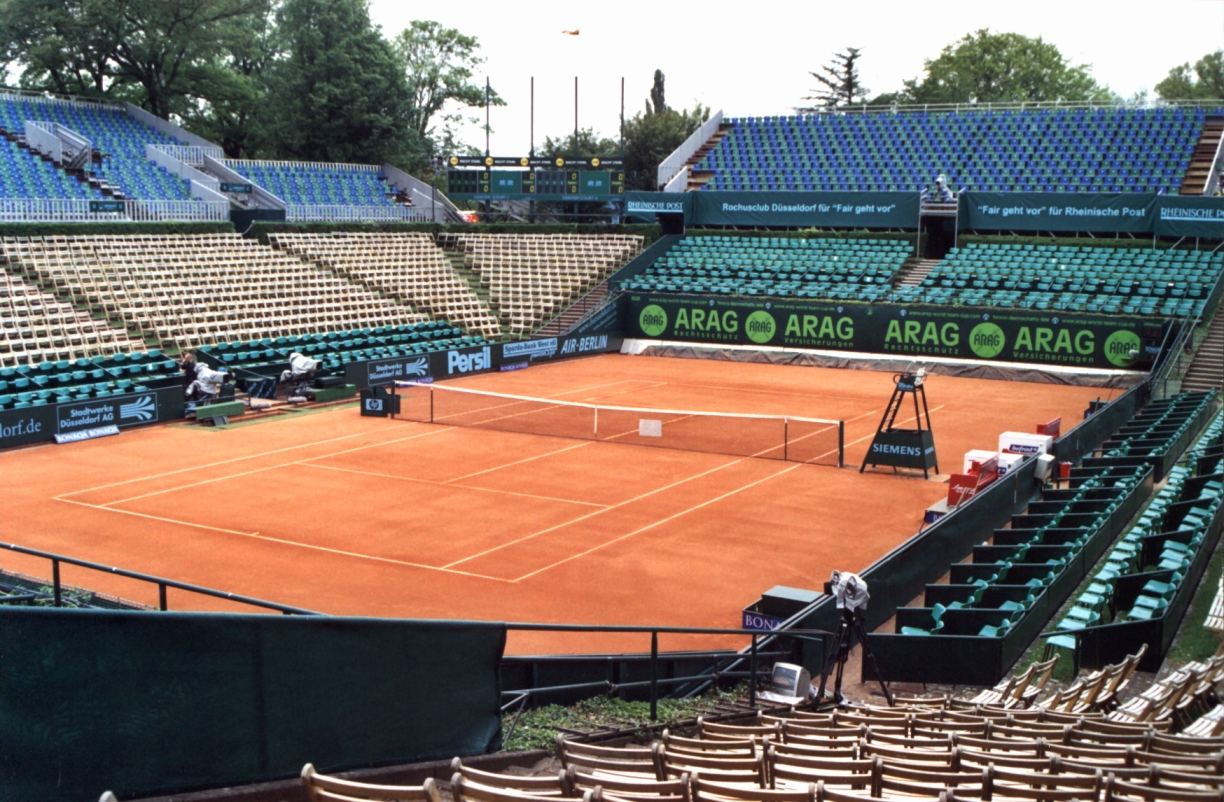
Теннисный корт, Люденберг
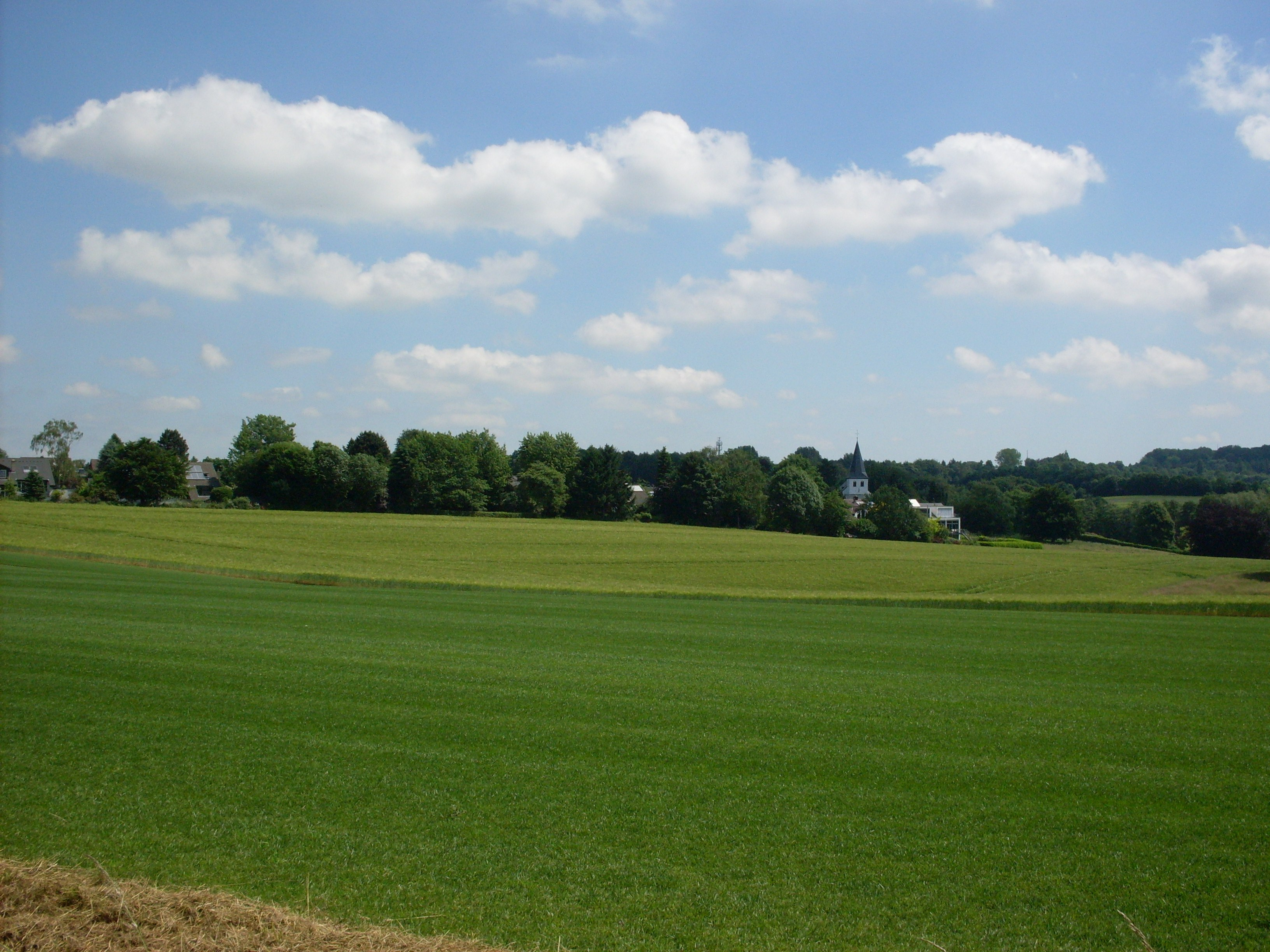
Деревенский пейзаж, Хуббельрат

## Дополнительная информация
- Список округов Дюссельдорфа
- Список районов Дюссельдорфа